# لیلا یک معما
لیلا یک معما (هندی: एक पहेली लीला) یک فیلم به کارگردانی بابی خان است که در سال ۲۰۱۵ منتشر شد. از بازیگران آن می‌توان به سانی لئونه، راجنیش دوگال و راهول دو اشاره کرد.